# Spoorlijn Purmer
De Spoorlijn Purmer was een mogelijke hoefijzer vormige stadspoorlijn in de Nederlandse gemeente Purmerend. 
Al in 1970 tijdens het besluit over de aanleg van Purmerend Overwhere was er studie gedaan naar een stadslijn in Purmerend naar de geplande wijken in de Purmer in de vorm van een hoefijzervormige spoorlijn die in totaal 5 stations zou krijgen. Ook werd er gedacht aan aansluiting op de toen geplande, maar nooit gerealiseerde, rechtstreekse spoorlijn naar Amsterdam met een tunnel onder het IJ en de binnenstad naar het Station Amsterdam Museumplein en verder naar Schiphol. Het plan ging echter niet door en men besloot het busvervoer van de NACO tussen Purmerend en Amsterdam sterk te verbeteren en deze lijnen ook naar het centrum van Amsterdam te voeren, eerst naar het Waterlooplein en sinds 1972 naar het Stationsplein.
In het het Meerjarenplan voor het personenvervoer 1976-1980 kwam deze spoorlijn opnieuw voor. Dit plan werd eind november 1975 door minister Tjerk Westerterp van Verkeer en Waterstaat aangeboden aan de Tweede Kamer. Een van de voorstellen was, afhankelijk van het tempo van de realisering van de woningbouw, een spoorlijn aan te leggen die ter hoogte van het station Overwhere zou aftakken van de spoorlijn Zaandam - Enkhuizen met een tracé dat zou eindigen bij een station in de Purmer Noord. De bediening zou dan met Sprinters om en om met de trein naar Enkhuizen geschieden waardoor Purmerend een kwartierdienst zou worden geboden.
Verder werd de mogelijkheid open gehouden de lijn later verder door te trekken naar de Purmer Zuid en ter hoogte van het huidige station Weidevenne weer op de spoorlijn Zaandam-Enkhuizen aan te sluiten waarmee een gelijksoortige lijn als de Zoetermeerlijn zou ontstaan. Ook dacht men aan een mogelijke zijtak naar Volendam.
Uiteindelijk werd niet gekozen voor de spoorlijn, mede door de omweg via Zaandam, maar werd het busvervoer van de NZH tussen Purmerend en Amsterdam sterk uitgebreid.